# Solarna energetika
Solarna energetika se bavi konverzijom energije iz sunčeve svetlosti u električnu energiju, bilo direktno koristeći fotonaponske uređaje (PV), indirektno koristeći koncentrovanu solarnu energiju, ili putem njihove kombinacije. Sistemi koncentrovane solarne energije koriste sočiva ili ogledala i sisteme za praćenje da bi fokusirali sunčevu svetlost sa velikog područja u mali snop. Fotonaponske ćelije pretvaraju svetlost u električnu struju koristeći fotonaponski efekat.
Solarni fotonaponski uređaji su u početku korišteni isključivo kao izvor električne energije za male i srednje vidove primene, od kalkulatora napajanih jednom solarnom ćelijom do udaljenih domova koje napajaju samostalni krovni PV sistemi. Komercijalne koncentrisane solarne elektrane su prvi put razvijene 1980-ih. Instalacija Ivanpah sa svojih 392 MW najveća je solarna elektrana u svetu, locirana u pustinji Mojave u Kaliforniji.
Kako su troškovi solarne električne energije padali, broj solarnih PV sistema povezanih sa mrežom je prerastao u milione instalacija, i velike fotonaponske elektrane sa kapacitetom od više stotina megavata su izgrađene. Solarni PV brzo postaju jeftina i čista tehnologija za ubiranje obnovljive energije Sunca. Trenutno najveća fotonaponska elektrana na svetu je Solarni park Lungjangsja brana od 850 MW u mestu Ćinghaj u Kini.
Međunarodna agencija za energetiku predvidela je 2014. godine da bi prema scenariju „visoko obnovljivih izvora” do 2050. godine solarna fotonaponska energija i koncentrovana solarna energija trebale da sačinjavaju oko 16 i 11 odsto ukupne potrošnje električne energije u svetu, respektivno, i prema toj proceni solarne elektrane bi trebalo da budu najveći svetski izvor električne energije. Većina solarnih instalacija bila bi u Kini i Indiji. Godine 2017, solarne elektrane su pružale 1,7% ukupne proizvodnje električne energije u svetu, povećavajući se za 35% godišnje. Od 2018. godine, nesubvenisani trošak električne energije za komunalnu solarnu energiju iznosio je oko $43/MWh.

## Glavne tehnologije
Mnoge industrijski razvijene države su ugradile značajan kapacitet solarne energije u svoje mreže kako bi dopunjavale ili pružale alternativu konvencionalnim izvorima energije. Isto tako sve veći broj manje razvijenih nacija razvija solarne elektrane da bi smanjili zavisnost od skupih uvezenih goriva (pogledajte solarnu energiju po zemljama). Prenos na velike daljine omogućava udaljenim izvorima obnovljive energije da izmene potrošnju fosilnih goriva. Solarne elektrane koriste jednu od dve tehnologije:
- Sistemi solarne fotonaponske energije (engl. Photovoltaic, PV) koriste solarne panele, bilo na krovovima ili na zemlji u vidu solarnih farmi, konvertuju sunčevu svetlost direktno u električnu energiju.
- Elektrane koncentrovane solarne energije (takođe poznata kao „koncentrovani solar termali”) koriste solarnu termalnu energiju za formiranje pare, koja se zatim konvertuje u električnu energiju pomoću turbine.

### Fotonaponske ćelije
Solarna ćelija, ili fotonaponska ćelija (PV), je uređaj koji konvertuje svetlost u električnu energiju koristeći fotonaponski efekat. Prvu solarnu ćeliju konstruisao je Čarls Frits 1880-ih. Nemački industrijalac Verner fon Simens bio je među onima koji su prepoznali važnost ovog otkrića. Godine 1931, nemački inženjer Bruno Lang razvio je foto ćeliju koristeći srebro selenid umesto bakar oksida, mada su prototipske selenske ćelije pretvarale manje od 1% upadne svetlosti u električnu energiju. Nakon rada Rasela Ola tokom 40-ih, istraživači Gerald Pirson, Kalvin Fuler i Daril Čapin stvorili su silicijumsku solarnu ćeliju 1954. godine. Ove rane solarne ćelije koštale su US$ 286/vatu i dostizale efikasnost od 4,5–6%. Mohamed M. Atala je 1957. godine razvio proces pasivizacije površine silicijuma termičkom oksidacijom u Bel Laboratorija. Proces pasivizacije površine od tada je kritičan za efikasnost solarnih ćelija.
Niz fotonaponskih sistema napajanja, ili PV sistema, proizvodi jednosmernu struju (DC) koja fluktuira sa intenzitetom sunčeve svetlosti. Za praktičnu upotrebu ovo obično zahteva pretvaranje u izvesne željene napone ili naizmeničnu struju (AC), korišćenjem pretvarača. Unutar modula je povezano više solarnih ćelija. Moduli su spojeni zajedno kako bi formirali nizove, a zatim su vezani za pretvarač koji proizvodi snagu na željenom naponu, a za naizmeničnu struju željenu frekvenciju/fazu.
Mnogi stambeni PV sistemi povezani su na mrežu gde god je dostupna, posebno u razvijenim zemljama sa velikim tržištima. U tim PV sistemima povezanim sa mrežom upotreba skladištenja energije nije obavezna. U određenim aplikacijama, kao što su sateliti, svetionici ili u zemljama u razvoju, baterije ili dodatni generatori energije često se dodaju kao rezerve. Takvi samostalni elektroenergetski sistemi omogućavaju rad noću i u drugim okolnostima ograničenog sunčevog svetla.

### Koncentrovana solarna elektrana
Koncentrovana solarna elektrana (engl. Concentrated solar power, CSP), koja se takođe naziva „koncentrovana solarna termalna elektrana”, koristi sočiva ili ogledala i sisteme za praćenje da bi se koncentrisala sunčeva svetlost, a zatim se koristi nastala toplota za proizvodnju električne energije pomoću konvencionalnih turbina na pogon parom.
Postoji širok spektar tehnologija koncentrisanja: među najbolje poznatim su parabolični kolektor, kompaktni linearni Fresnelov reflektor, Stirling posuda i solarni toranj. Različite tehnike se koriste za praćenje sunca i fokusiranje svetlosti. U svim ovim sistemima radni fluid se zagreva koncentrovanom sunčevom svetlošću, a zatim se koristi za proizvodnju energije ili skladištenje energije. Termičko skladištenje efikasno omogućava proizvodnju električne energije tokom 24 sata.
Parabolični kolektor se sastoji od linearnog paraboličnog reflektora koji koncentriše svetlost na prijemnik smešten duž fokalne linije reflektora. Prijemnik je cev smeštena duž žarišta linearnog paraboličnog ogledala i napunjena je radnom tečnošću. Reflektor je napravljen da prati Sunce tokom perioda dnevnog svetla, sledeći jednu osovinu. Sistemi paraboličnih kolektora pružaju najbolji faktor korišćenja zemljišta od svih solarnoj tehnologija. SEGS postrojenja u Kaliforniji i Aksionova Nevada Solar One u blizini Bolder Sitija u Nevadi, predstavnici su ove tehnologije.
Kompaktni linearni Fresnelovi reflektori su CSP-postrojenja koje koriste veliki broj ogledala u vidu tankih traka, umesto paraboličnih ogledala, da bi koncentrirali sunčevu svetlost na dve cevi sa radnom tečnošću. Prednost ovog pristupa je u tome što se mogu koristiti ravna ogledala koja su mnogo jeftinija od paraboličnih ogledala, i što se više reflektora može postaviti na istom prostoru, tako da se može koristiti više dostupne sunčeve svetlosti. Koncentracioni linearni reflektori mogu se koristiti u velikim, kao i u kompaktnim postrojenjima.
Stirlingova solarna posuda kombinuje paraboličnu koncentrišuću posudu sa Stirlingovim motorom koji obično pokreće električni generator. Prednosti Stirlingove solarne elektrana na fotonaponskim ćelijama su veća efikasnost pretvaranja sunčeve svetlosti u električnu energiju i duži vek trajanja. Parabolični sistem posuđa daje najveću efikasnost među CSP tehnologijama. Velika posuda od 50 kW u Kanberi u Australiji je primer ove tehnologije.

## Literatura
- Butti, Ken; Perlin, John (1981). A Golden Thread (2500 Years of Solar Architecture and Technology). Van Nostrand Reinhold. ISBN 978-0-442-24005-9.
- Carr, Donald E. (1976). Energy & the Earth Machine. W. W. Norton & Company. ISBN 978-0-393-06407-0.
- Halacy, Daniel (1973). The Coming Age of Solar Energy. Harper and Row. ISBN 978-0-380-00233-7.
- Martin, Christopher L.; Goswami, D. Yogi (2005). Solar Energy Pocket Reference. International Solar Energy Society. ISBN 978-0-9771282-0-4.
- Mills, David (2004). „Advances in solar thermal electricity technology”. Solar Energy. 76 (1–3): 19—31. Bibcode:2004SoEn...76...19M. doi:10.1016/S0038-092X(03)00102-6.
- Perlin, John (1999). From Space to Earth (The Story of Solar Electricity). Harvard University Press. ISBN 978-0-674-01013-0.
- Tritt, T.; Böttner, H.; Chen, L. (2008). „Thermoelectrics: Direct Solar Thermal Energy Conversion”. MRS Bulletin. 33 (4): 355—372. doi:10.1557/mrs2008.73. Архивирано из оригинала 26. 06. 2010. г. Приступљено 09. 10. 2019.
- Yergin, Daniel (1991). The Prize: The Epic Quest for Oil, Money, and Power. Simon & Schuster. стр. 885. ISBN 978-0-671-79932-8.
- Sivaram, Varun (2018). Taming the Sun: Innovation to Harness Solar Energy and Power the Planet. Cambridge, MA: MIT Press. ISBN 978-0-262-03768-6.

## Spoljašnje veze
- „DOE Closes on Four Major Solar Projects”. Renewable Energy World. 30. 9. 2011. Архивирано из оригинала 11. 11. 2011. г. Приступљено 09. 10. 2019.